# 屯長県
屯長県（とんちょう-けん）は中華人民共和国山西省にかつて存在した県。
1958年、屯長県及び長子県が統合され誕生した。同年に廃止され城区に編入されたが、1960年に再設置された。1961年に屯留県及び長子県に分割され廃止された。